# Rio Mavuba
Rio Antonio Zoba Mavuba (águas internacionais, 8 de março de 1984) é um ex-futebolista e atual auxiliar francês de origem angolana e congolesa que atuava como volante.
Ele é filho de uma angolana com um congolês. Seu pai, Mafuila Mavuba, também foi um futebolista, tendo defendido o Zaire na Copa do Mundo de 1974. Rio nasceu em pleno alto-mar; seus pais estavam em um bote, buscando refúgio da Guerra Civil Angolana. A família, posteriormente, se instalaria na França. Mas, até 2004, quando pôde adquirir a cidadania francesa, no passaporte de Rio não constava nenhuma nacionalidade, apenas que ele havia nascido em águas internacionais. No país de adoção, teve infância difícil, tendo perdido a mãe aos dois anos de idade e o pai, aos quatorze.

## Clubes
Recebeu a cidadania pouco após iniciar a carreira de jogador (no Bordeaux, e o documento foi solicitado justamente por causa de uma competição, sendo necessário para que ele pudesse jogar pela Seleção Francesa sub-21. Chegou à equipe principal dos Bleus em 2006, mas só obteve maior reconhecimento na temporada 2010/11, quando foi o principal nome do título do Lille na Ligue 1, ajudando o LOSC a quebrar um jejum de meio século sem conquistas no campeonato.
Ele ainda jogou pelo Sparta Praha (11 partidas e nenhum gol) e, desde setembro de 2018, atuou pelo Mérignac-Arlac, que disputa o Championnat National 3, a quinta divisão francesa, 11 dias após encerrar sua carreira.

## Seleção Francesa
Estreou pela Seleção Francesa principal em 26 de agosto de 2006 em partida amistosa contra a Bósnia e Herzegovina. Fez parte do elenco que disputou a Copa de 2014, disputando apenas o jogo de estreia dos Bleus, contra Honduras.

## Títulos
Bordeuax
- Copa da Liga Francesa: 2006—07

Lille
- Ligue 1: 2010—11

- Copa da França: 2010—11

### Prêmios individuais
- Equipe do torneio do Campeonato Europeu Sub-21 de 2006[7]